# Junsele
Junsele ist eine Ortschaft (Tätort) in der schwedischen Provinz Västernorrlands län und der historischen Provinz Ångermanland in der Gemeinde Sollefteå.
Der Ort liegt etwa 50 Kilometer nördlich vom Hauptort der Gemeinde Sollefteå entfernt am Ångermanälven. Junsele besitzt einen Bahnhof an der Bahnstrecke Hoting–Forsmo im Vorort Tågsjöberg, welcher nicht mehr im Personenverkehr genutzt wird. Der Riksväg 90 führt wie auch der Länsväg 346 durch Junsele.
Junsele ist durch Tourismus geprägt und besitzt einen kleinen Tierpark, den Junsele djurpark. Junsele war bis 1970 Sitz einer eigenen Gemeinde, der Junsele landskommun.

## Persönlichkeiten
- Eva Bender (* 1944), Schauspielerin

## Galerie

Gemeindewappen (bis 1970)
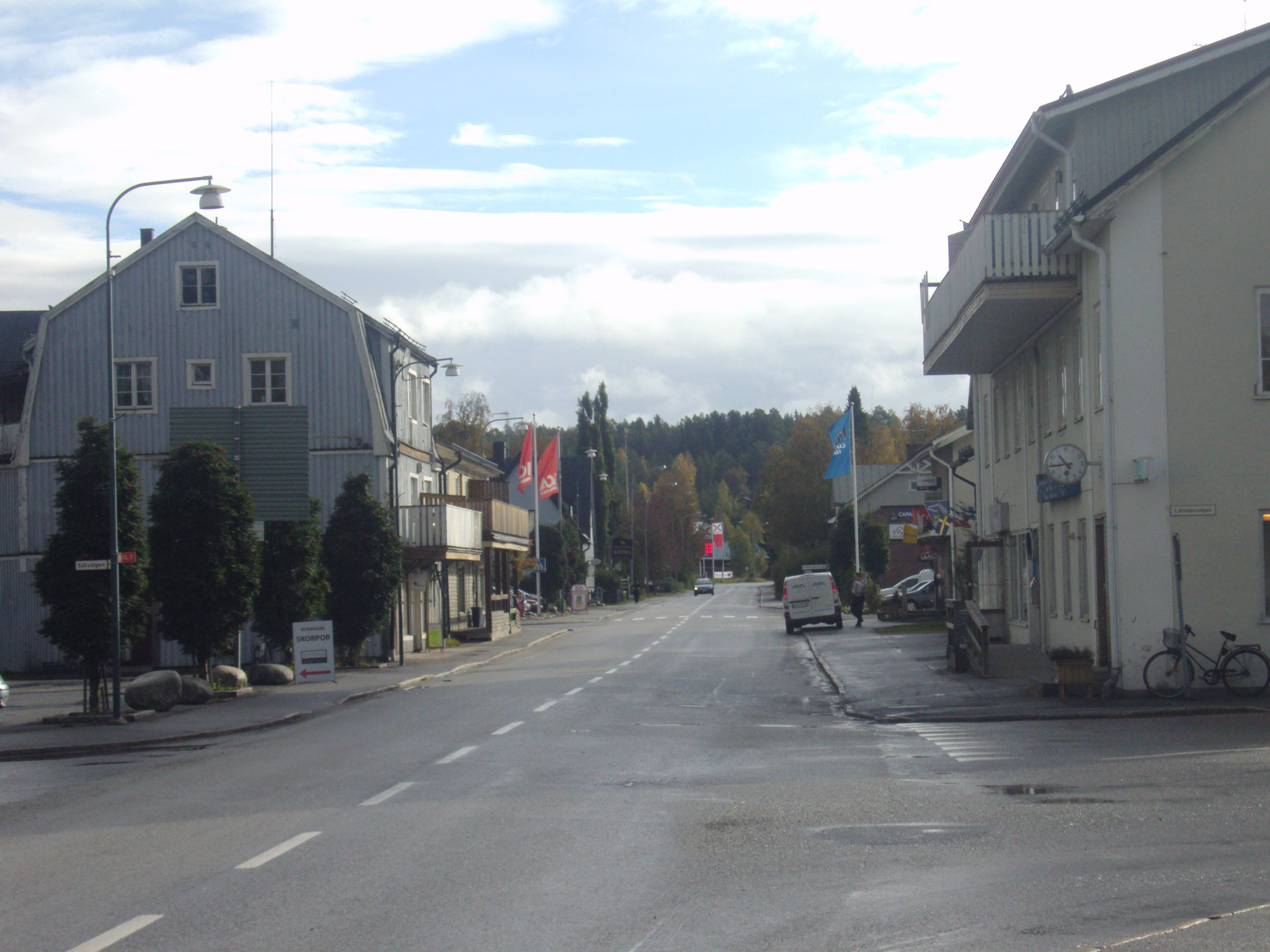
Köpmangatan
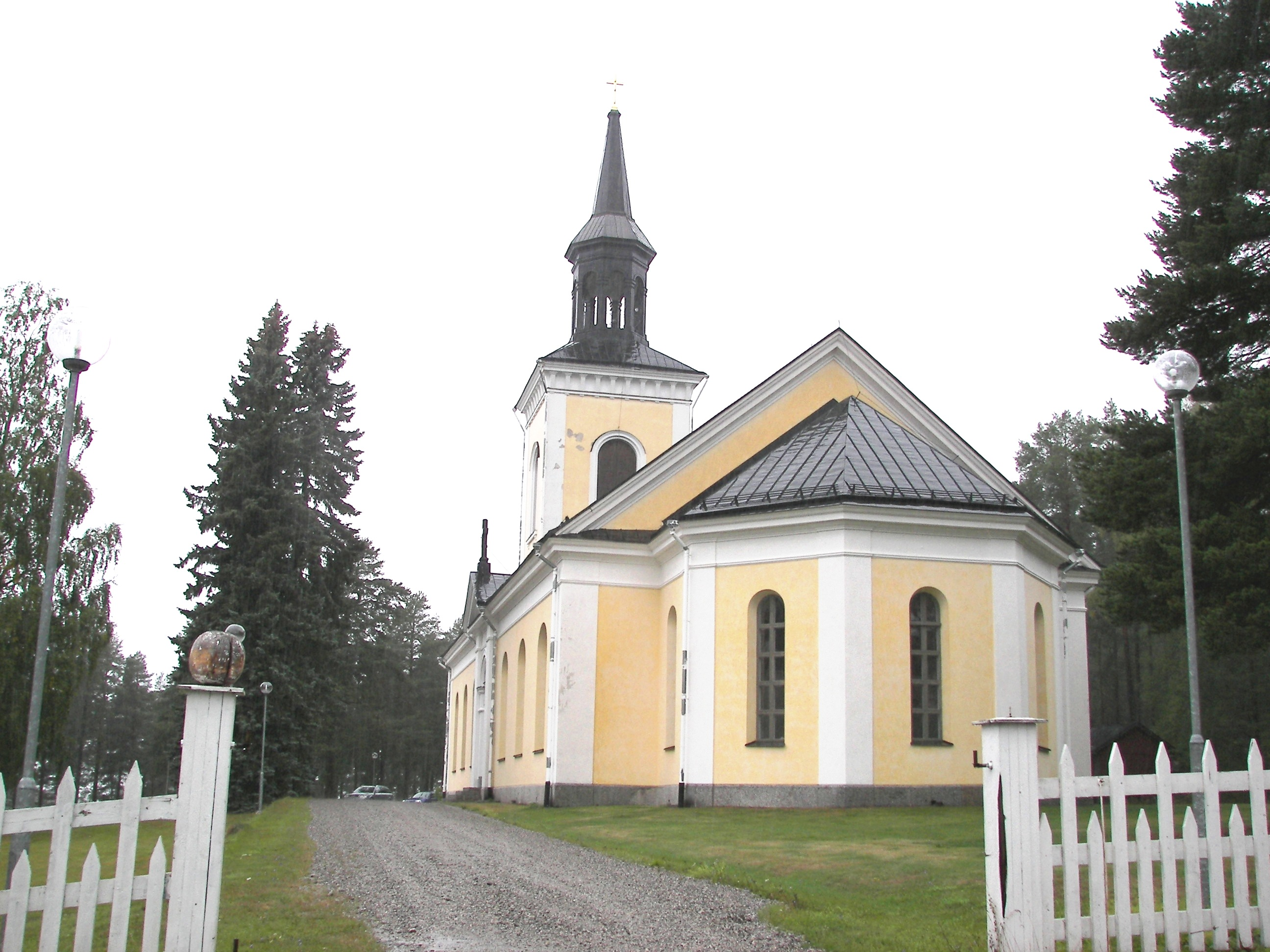
Kirche
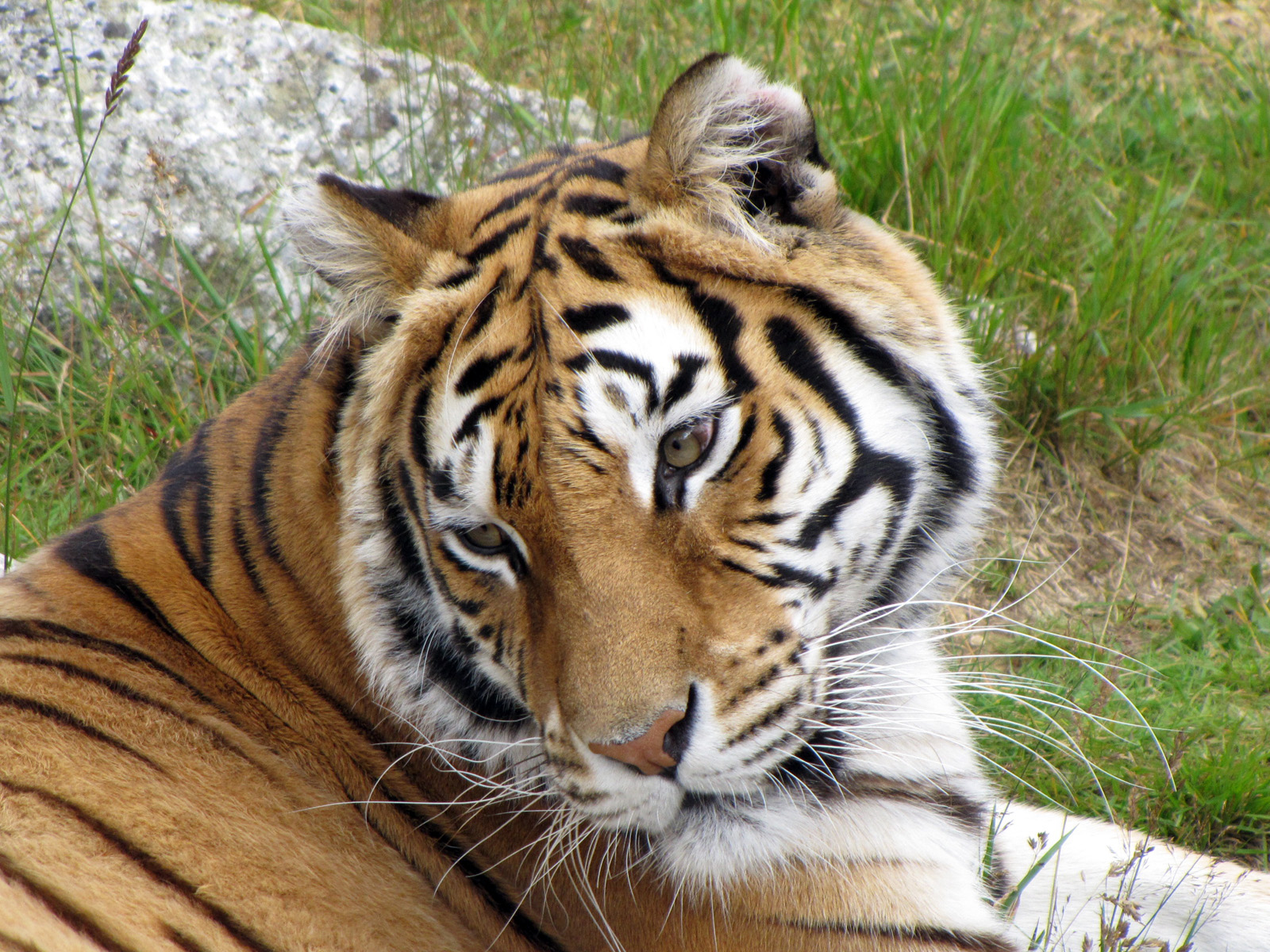
Tiger im Tierpark